# Tušická Nová Ves
Tušická Nová Ves (in ungherese Tusaújfalu) è un comune della Slovacchia facente parte del distretto di Michalovce, nella regione di Košice.